# Piper cativalense
Piper cativalense är en pepparväxtart som beskrevs av William Trelease. Piper cativalense ingår i släktet Piper och familjen pepparväxter. Inga underarter finns listade i Catalogue of Life.